# Alexandre Finazzi
Alexandre Finazzi (sinh ngày 20 tháng 8 năm 1973) là một cầu thủ bóng đá người Brasil.

## Sự nghiệp câu lạc bộ
Alexandre Finazzi đã từng chơi cho Omiya Ardija.

## Thống kê câu lạc bộ

### J.League
| Đội          | Năm       | J.League | J.League | J.League Cup | J.League Cup | Tổng cộng | Tổng cộng |
| Đội          | Năm       | Trận     | Bàn      | Trận         | Bàn          | Trận      | Bàn       |
| ------------ | --------- | -------- | -------- | ------------ | ------------ | --------- | --------- |
| Omiya Ardija | 2003      | 6        | 1        | -            | -            | 6         | 1         |
| Tổng cộng    | Tổng cộng | 6        | 1        | 0            | 0            | 6         | 1         |